# 인라인스피드스케이팅
인라인스피드스케이팅(Inline speed skating)은 인라인 스케이트를 타고 속도를 겨루는 스포츠이다.
빙상의 스피드 스케이팅에서 그 아이디어를 얻어 온 경기이다. 대개 2명이 한 조가 되어 겨루는 스피드 스케이팅과 달리 한꺼번에 여러 명이 겨루는 방식으로 치러진다. 1990년대 이후 여러 나라에서 인기를 얻고 있으나, 아직 올림픽의 정식 경기 종목은 되지 못하고 있다.

## 같이 보기
- 세계 롤러스포츠 연맹